# پلودوپیتومنیک (استان آمور)
پلودوپیتومنیک (به لاتین: Plodopitomnik) یک منطقهٔ مسکونی در روسیه است که در استان آمور واقع شده‌است.